# 城端ダム
城端ダム（じょうはなダム）は、富山県南砺市、一級河川小矢部川水系山田川上流部に建設されたダムである。建設時の仮称は『砺波山田川ダム』で、城端ダムという名称は、1990年4月から募集していた484点の応募の中から選定された（最後は『城南』『城端』『むぎや』『城花』まで絞り込んだ上で、場所が分かりやすいことと親しみやすいなどの理由で『城端ダム』が選定された）。

## 目的
南砺市の旧城端町、福光町、福野町、井口村の約860haの灌漑用水の確保、洪水防止の流量調節、城端町の消流雪用水の確保を目的としている。なお、消流雪用水源をダムから取水することを目的とした『雪対策ダム』としては、当ダムが日本初となった。

## 建設の過程
1969年から調査・検討が開始され、1972年9月27日には砺波山田川河川開発促進期成同盟会が結成、同年には山田川ダム建設促進協議会が結成され富山県との補償交渉が開始され、地質調査も開始された。1982年4月1日には建設事務所が城端町役場2階に開設された。
1983年3月30日には地権者と富山県の間で用地補償で合意された。ダム建設のための買収面積は約23万1000 m2、移転住家1戸、移転建物工作物9件、土捨て場などの賃貸借用地51,000 m2、用地補償総額は21億4千万円。
1986年10月24日に起工式が行われ（この時点での完成目標は1992年7月）、1988年11月10日に定礎式を実施。1990年11月20日に堤体コンクリートの最終打設が完了し、1991年12月に堰堤が完成し、同年12月6日より試験湛水を実施し（式典・祝賀会は林道温泉で挙行）、1992年2月5日にダムが満水になった。1992年8月31日に全工事が竣工した。総事業費は138億円。
工事の際に発生した残土を利用してスモモなどの果物の木が植樹されたフルーツパークが造成された。1993年11月20日にはフルーツパークの管理棟が完成している。

## その他
ダム管理棟内に、ダムの建設状況等を紹介した展示室が設置・公開されている（休日は公開なし、平日も公開しない場合がある）。